# Blinde engle
Blinde engle er en spillefilm fra 2007 instrueret af Jon Bang Carlsen efter eget manuskript.

## Handling
Blinded Angels handler om en blind mand, som vender tilbage til det sted i Sydafrika, hvor han mange år tidligere mistede synet. Som blind må han hyre en lokal kvinde til at ledsage sig rundt i fortidens landskaber og være hans "øjne". Den relation, de indleder, bliver gradvist mere intens og fatal for dem begge.